# Heebie Jeebies
Heebie Jeebies é um filme de terror de ficção científica produzido nos Estados Unidos, dirigido por Thomas L. Callaway. Lançado em 9 de fevereiro de 2013, foi protagonizado por Robert Belushi, Cathy Shim, Evie Thompson, Olivia Ku, Lucille Soong, Michael Badalucco e Carl Savering.